# Darat (Medan Baru)
Darat is een bestuurslaag in het regentschap Medan van de provincie Noord-Sumatra, Indonesië. Darat telt 1906 inwoners (volkstelling 2010).